# Vlag van Ngiwal

Vlag van Ngiwal

De vlag van Ngiwal is rood, met een groot cirkelvormige zegel in het midden, waarop we een boom zien uit een van de takken waarvan water met enkele vissen erin in een grote poel stroomt, gemetseld met zwarte stenen, die ervoor is geplaatst. Dit is omgeven door een witte ring met zwarte randen, waarop vier gouden sterren zijn geplaatst in de kardinale punten; het geheel staat op een rood veld met een smal wit omlijnd. De vier sterren staan voor de vier gehuchten van Ngiwal. De afbeelding staat voor de overvloed aan zeevoedsel.